# Zoomvlekspanner
De zoomvlekspanner (Stegania cararia) is een vlinder uit de familie spanners (Geometridae). De wetenschappelijke naam is voor het eerst geldig gepubliceerd in 1790 door Hübner.
De soort gebruikt populier (Populus) en mogelijk els (Alnus) als waardplanten.

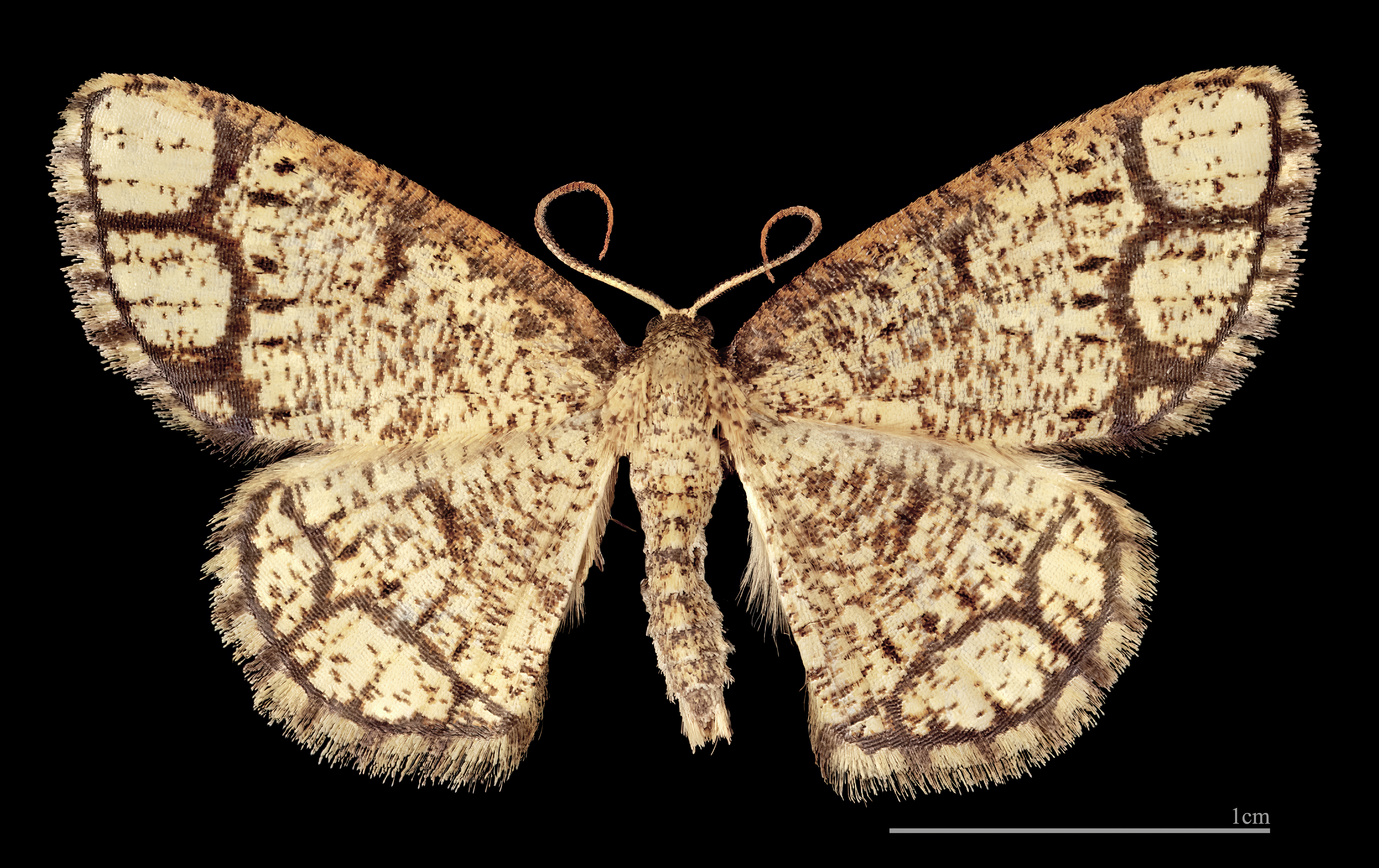
♂
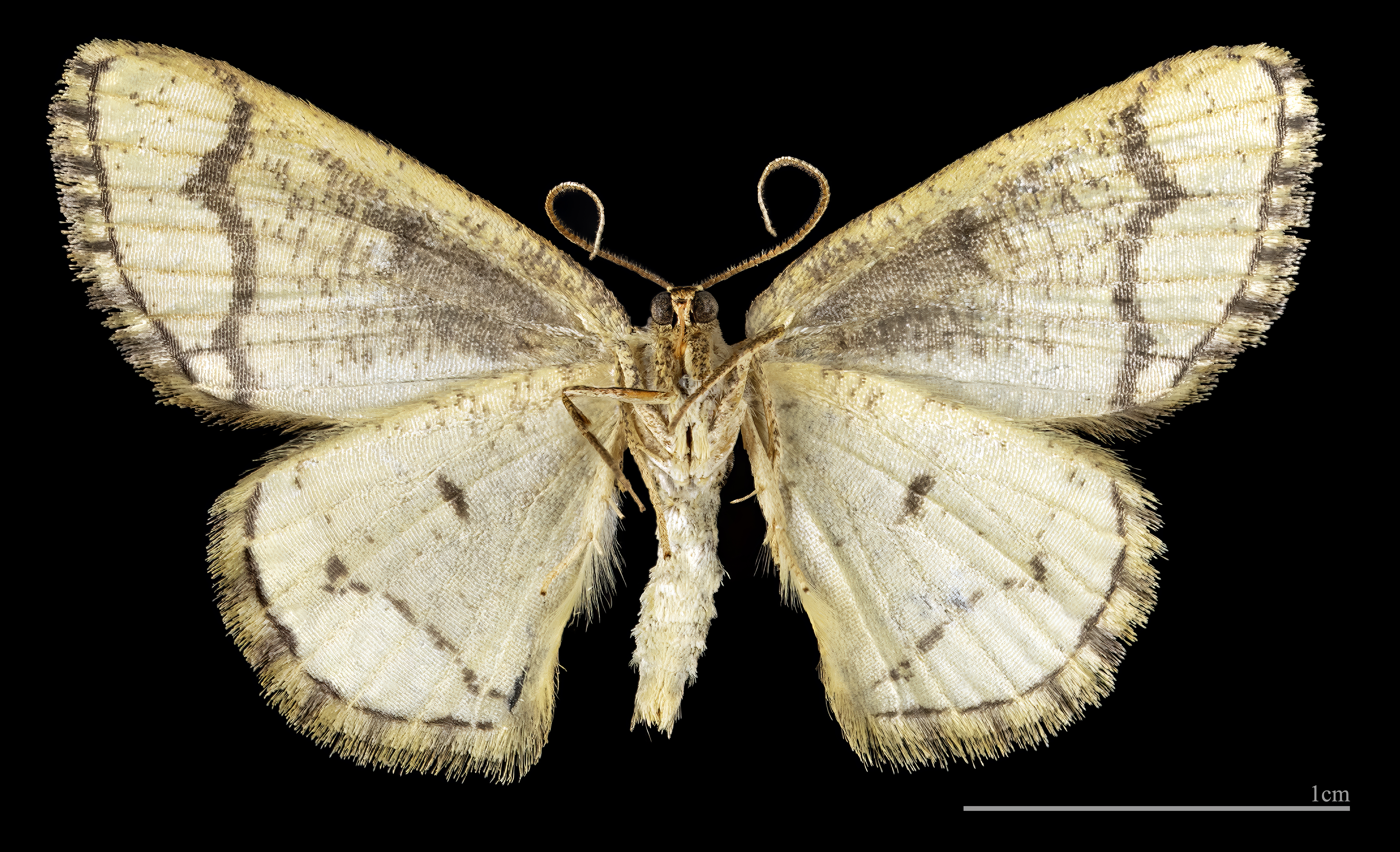
♂ △

De nachtvlindersoort komt voor in Europa, met uitzondering van het Iberisch schiereiland, en Azië. In 2006 werd de soort voor het eerst in België waargenomen, daarbinnen in 2009 voor het eerst in Vlaanderen, vervolgens in 2014 in Nederland.